# Solar Saldanha
O Solar Saldanha, também chamado Palácio Saldanha, é um importante edifício colonial situado na zona histórica do Pelourinho, na cidade de Salvador da Bahia, no Brasil.

## Histórico
O solar foi construído pelo coronel Antônio da Silva Pimentel a partir de 1699 no lugar de algumas casas compradas à Ordem dos Terceiros do Carmo, sendo construído no início do século XVIII. A filha do dono original, Joana da Silva Caldeira Pimentel Guedes de Brito, casou-se com D. Manoel Saldanha da Gama, filho do vice‐rei da Índia, de quem o solar acabou herdando o nome. É vendido em 1770, para pagar dívidas de D. Manuel, já viúvo de Joana, e novamente vendido em 1791 ao Capitão‐mor Simão Álvares da Silva, que em 1799 pede à Câmara licença para ampliar a casa. Em 1856, José Joaquim Pires de Carvalho e Albuquerque, 2º Barão de Pirajá, herda o imóvel de seu sogro. Em 1874 foi adquirida pelo Liceu de Artes e Ofícios, que realizou várias alterações no edifício. Em 1938 foi tombado pelo IPHAN, e em 1968 foi consumido por um incêndio, sobrando apenas as paredes externas. O palácio foi restaurado nos anos 1990.
Com dois pavimentos, o palácio tem organização típica dos solares da capital baiana da época colonial: o térreo era dedicado a serviços e comércio, enquanto o andar de cima – o pavimento nobre - era dedicado à habitação, tendo primitivamente uma capela.
O maior atrativo do solar é a portada monumental, em pedra de Lioz, que envolve a entrada e a janela do piso superior. A portada é profusamente decorada com motivos vários e é possível que seu autor seja Gabriel Ribeiro. Este arquiteto é creditado como responsável pela fachada da Igreja dos Terceiros de São Francisco na cidade, que tem similitudes decorativas com o portal do Solar Saldanha.